# Tercer Anticristo
El Tercer Anticristo es el término usado, y acuñado a Nostradamus, para referirse a la persona que posiblemente sea el destructor del mundo. A menudo, se ha argumentado que esta persona será un «líder religioso al que la multitud aclame, éstos lo han esperado por mucho tiempo y creen que será la cura para el enfermizo mundo». Algunos argumentan que es El Mesías que al fin regresó, sin embargo, lo estudiosos afirman que este no es un salvador es el «rey del terror que marcará el fin de todo». 
También suele conocérsele como el anticristo, el falso mesías, el hijo de Satanás o Lucifer. La palabra anticristo aparece por primera vez en el Nuevo Testamento, en éste se afirma que seducirá al mundo y que marcará el inicio del fin de los tiempos, el Armagedón.